# Фактори на производство
Фактори на производството са ресурсите, необходими за производството на продукти и услуги. Традиционно се подразделят на съставящите ги:
- трудови ресурси или труд;
- инвестиционни ресурси или капитал;
- природни ресурси или земя;
- предприемачески талант или предприемачески способности;
- информация; специфична форма на информация е технологията;

## Според различните школи

### Марксизъм
Маркс счита, че „елементарните фактори на работия-процес или производствените сили“ са:
- Труда
- Обектите, трансформирани чрез труда
- Инструментите на труда (или средства на труда).[1]

## Пазар на производствените фактори
Производствените фактори са блага, взети наготово от природата или произведени предварително, за да служат при създаването на даден краен продукт.
Фактор за създаването на един продукт може да бъде както материален носител (машина, суровина, енергия), така и услуга, която предоставя работникът или мениджърът.
Най-общата класификация на факторите на производство е:
1. Земя – тя е общо условие на всяко производство и включва всичко онова, което се нарича натурални ресурси – вода, природни богатства и др.
2. Труд – той е първичен фактор на производството. Трудът е свързващ елемент на всички фактори. Трудовите ресурси включват хора с различно образование, квалификация и интелект. Те формират и така нар. човешки капитал.
3. Капиталът – той е вторичен фактор в производствения процес. Той се създава и нараства в производството. Капиталът има:
  - материална форма – машини, съоръжения, транспортни средства, сгради, запаси от суровини и др.
  - финансова форма – пари, ценни книжа.
  - „невидими“ активи на фирмата – търговска марка, професионален опит и др.
4. Предприемачеството – типичен фактор за пазарната икономика. То координира останалите производствени фактори и е свързано с поемане на стопански риск.

## Доходи от факторите на производство
Всяко вложение на фактори на производството води до получаването на съответен доход за своя собственик.
Предлагането на труд е свързано с придобиването на доход под формата на работна заплата.
Капиталът носи лихва. Поземлената собственост – рента. Предприемачеството – икономическа печалба.
При всеки конкретен доход се обособяват две части:
1. Трансферно възнаграждение – неговата цел е компенсация за определени качества
2. Чиста икономическа рента – доходност от уникалността на производствените фактори – земя, труд, капитал.

Количественото съотношение между двете части на факторните доходи зависи от еластичността на предлагането.
- По-голямата еластичност на предлагането – до по-голям трансферен доход.
- По-ниската еластичност на предлагането – до по-голяма икономическа рента.

Факторните доходи могат да се делят на:
- общи доходи – такива са: средната работна заплата, основния лихвен процент, средна норма печалба и др.
- преференциални доходи – заплащания за специфични качества, способности или условия на ползване.